# Okinavai bambuszvipera
Az okinavai bambuszvipera vagy okinavai habu (Protobothrops flavoviridis) a hüllők (Reptilia) osztályába, a viperafélék (viperidae) családjába és a csörgőkígyóformák (Crotalinae) alcsaládjába tartozó faj.

## Elterjedése
Japánban, az Okinava szigeten és a Rjúkjú-szigeteken honos. Erdők talajának lakója, de előfordul az emberi települések közelében is.

## Megjelenése
A felnőtt vipera általában 1,6 méter hosszúra nő meg, bár a 2 méteres példányok is előfordulnak. Testtömege legfeljebb 470 gramm. Vékony testű, feje lándzsa alakú, szélesebb mint a nyaka. Az orrlyuka és a szeme között egy hőérzékelő szervvel rendelkezik.
|  |

## Életmódja
Kisebb rágcsálókat és békákat a belső vérzést okozó mérgével öl meg. Maximális élettartalma nőstényeknél 7 év, hímek esetében 10 év. Mivel az emberi környezetben is előfordul, sok embert mar meg, többeket halálosan.

## Szaporodása
Júniusban vagy júliusban 3-17 tojást rak, melyek 40-41 nap múlva kelnek ki.

## Külső hivatkozás
- Képek az interneten a fajról